# Karl Hartung

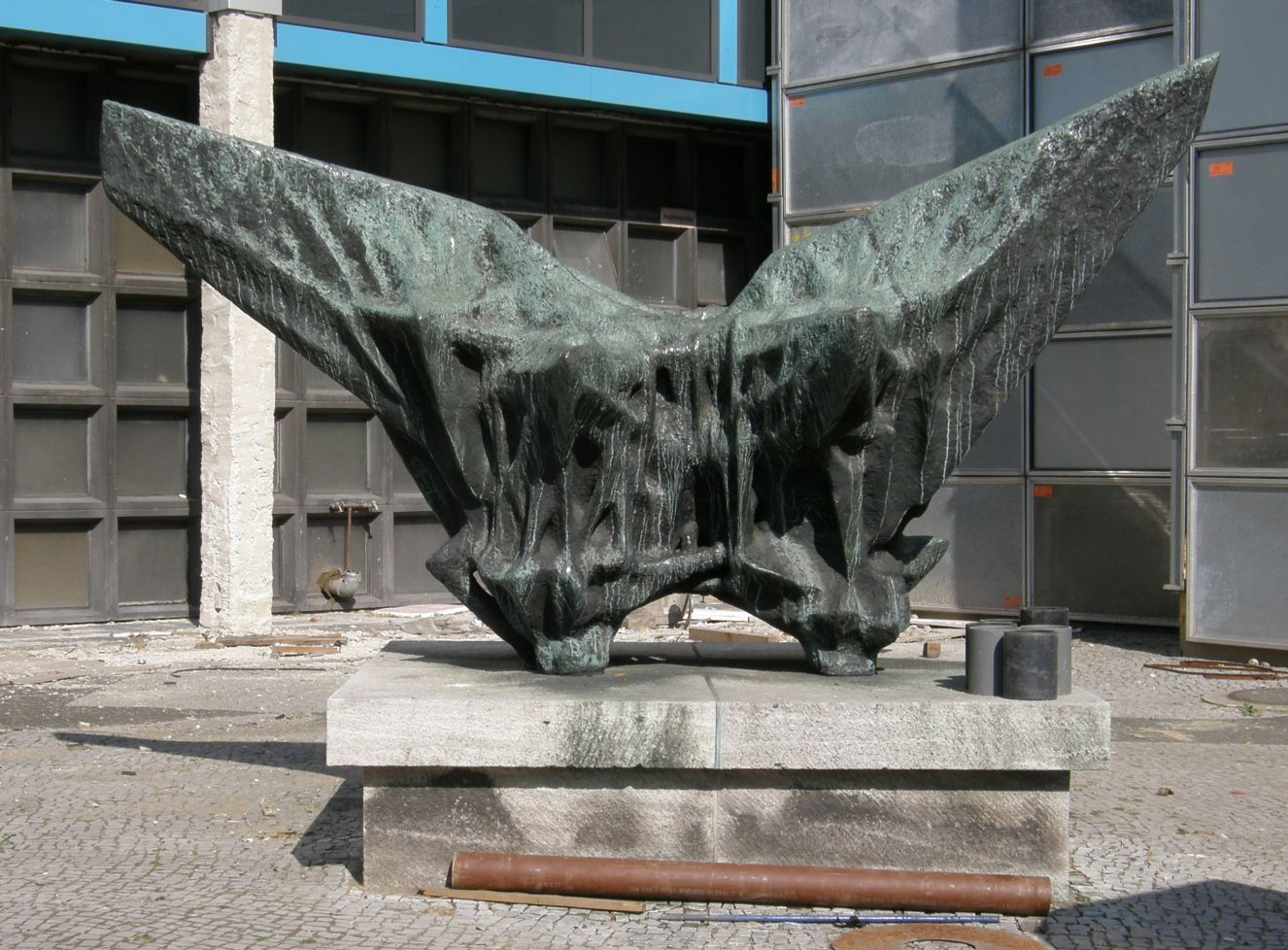
Wachsende Flügel, Berlin (1960/62)

Karl Hartung (* 2. Mai 1908 in Hamburg; † 19. Juli 1967 in Berlin) war ein deutscher Bildhauer. Seine Werke sind der Abstrakten Kunst zuzuordnen. Von 1955 bis 1967 war Hartung Vorsitzender des Deutschen Künstlerbundes.

## Leben und Werk
Hartung studierte nach seiner Lehre zum Holzbildhauer an der Hochschule für bildende Künste in Hamburg und setzte das Studium von 1929 bis 1932 in Paris fort. Zu seinen Vorbildern jener Zeit gehörten die Künstler Antoine Bourdelle, Charles Despiau und Aristide Maillol. In Florenz befasste er sich in den Jahren 1932 und 1933 intensiv mit den Werken Donatellos und den Skulpturen der Etrusker. Seine bis dahin gegenständlich orientierte Kunst rückte nach seiner Rückkehr nach Hamburg im Jahre 1935 in die Nähe der abstrakten Formen der Kunst von Constantin Brâncuși, Alexander Archipenko und Hans Arp.
Max Sauerlandt vom Hamburger Museum für Kunst und Gewerbe und die Hamburger Kunstszene der 1920er und 1930er Jahre gaben ihm Anregungen für seinen Weg. Hartung gelang es, nach den Einschränkungen durch die nationalsozialistische „Kulturpolitik“ in der Nachkriegszeit Anerkennung zu gewinnen. Einige seiner Skulpturen erinnern mit ihren Rundungen an Werke von Richard Haizmann und Henry Moore.
1951 wurde Hartung als Professor für Bildhauerei an die Hochschule für bildende Künste in Berlin berufen. Er nahm an der documenta 1 (1955), documenta II (1959) und documenta III (1964) in Kassel teil.
Karl Hartung wurde auf dem Waldfriedhof Zehlendorf in Berlin-Nikolassee beigesetzt. Die Grabstätte gehört zu den Ehrengräbern des Landes Berlin.

## Ehrungen
- Berliner Kunstpreis (1950)[4]

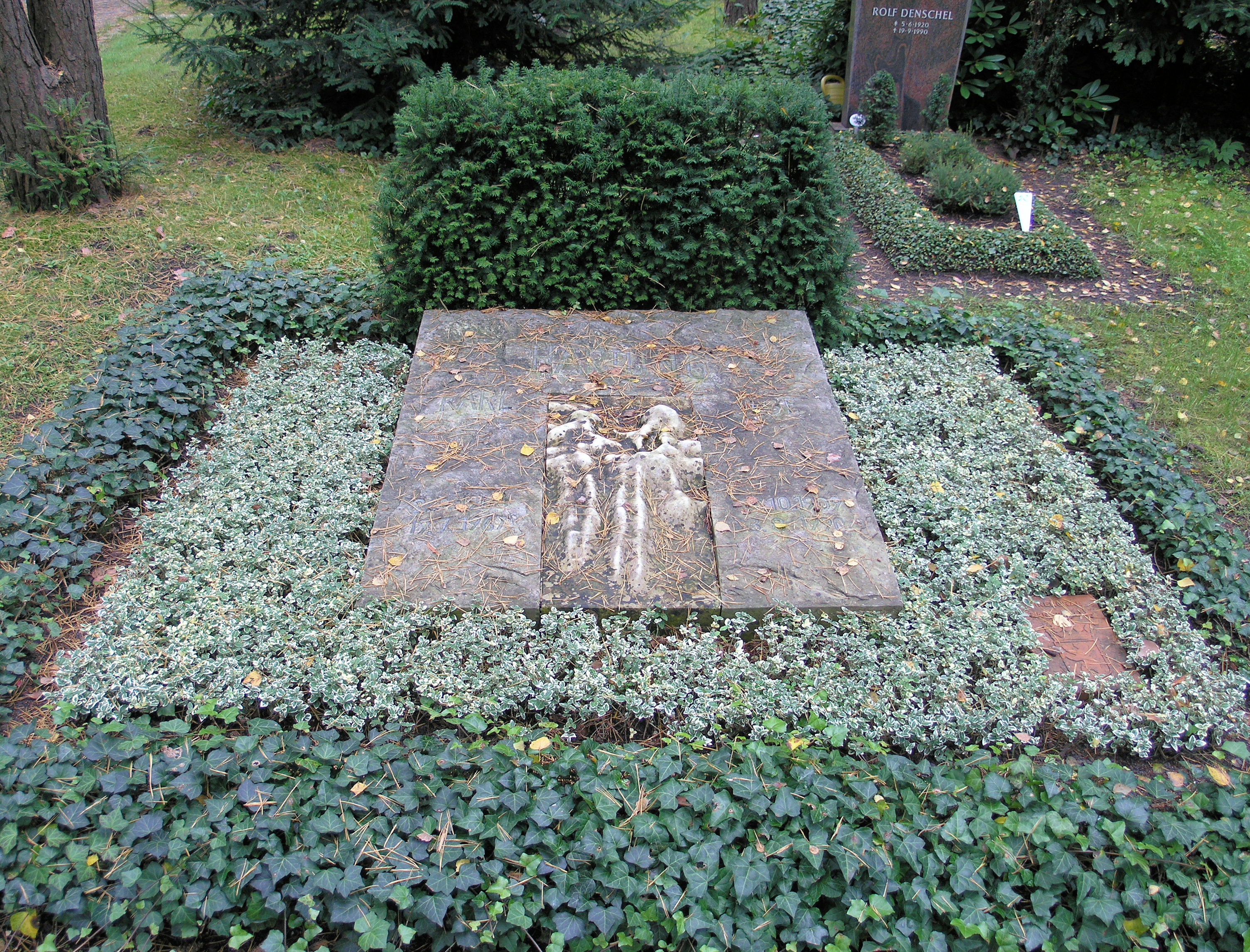
Ehrengrab, Waldfriedhof Zehlendorf

- Cornelius-Preis der Stadt Düsseldorf (1954)[4]

## Nachlass
Der schriftliche Nachlass liegt seit 1994 im Archiv für Bildende Kunst im Germanischen Nationalmuseum.

## Ausstellungen
- Karl Hartung – Die Hamburger Jahre. 21. Mai 2008 bis 27. Juni 2008, Handelskammer Hamburg
- Der Bildhauer Karl Hartung (1908–1967). Aufbruch – Aufbrüche. 21. November 2014 bis 12. April 2015, Kunsthalle Schweinfurt